# Reclaiming Futures
A Reclaiming Futures alkohol- és drogfüggő, valamint bűnelkövető tinédzserek segítésével foglalkozó amerikai nonprofit szervezet, amit 2001-ben alapított a Robert Wood Johnson Alapítvány. A projektet a Fiatalkorúak Igazságügyi és Bűnmegelőzési Hivatala, valamint a Kábítószerekkel Kapcsolatos Visszaélések Kezelésének Központja finanszírozza.

## Tevékenysége
A tudatmódosító szerektől függő, valamint bűnelkövető fiatalokkal foglalkozó csapatok hatlépéses, képességalapú programot dolgoztak ki.

## Együttműködés
A kezelésekben az igazságszolgáltatás munkatársai (bírók, nevelők, pszichiáterek), valamint civilek és családok is részt vesznek. A szervezet székhelye a Portlandi Állami Egyetem Társadalmi Munka Intézetében van, tevékenysége országosan huszonhat helyen zajlik.
Az Urbanizációs Intézet és a Chicagói Egyetem értékelése szerint a program a tinédzserek segítése mellett az igazságszolgáltatás szerveinek kommunikációját is javítja.

## Finanszírozása
A szervezetet az USA Igazságszolgáltatás-támogatási Irodája finanszírozza, de a Fiatalkorúak Igazságügyi és Bűnmegelőzési Hivatala felügyeli. 2007-ben 1,3 millió dollár támogatást kapott.

## Fordítás
- Ez a szócikk részben vagy egészben  a   Reclaiming Futures című angol Wikipédia-szócikk ezen változatának fordításán alapul.  Az eredeti cikk szerkesztőit annak laptörténete sorolja fel. Ez a jelzés csupán a megfogalmazás eredetét és a szerzői jogokat jelzi, nem szolgál a cikkben szereplő információk forrásmegjelöléseként.